# オーランド・サンフォード国際空港
オーランド・サンフォード国際空港（オーランド・サンフォードこくさいくうこう、英: Orlando Sanford International Airport）はアメリカ合衆国フロリダ州サンフォードにある国際空港。オーランドの30km北東に位置している。

## 概要
オーランドの第2空港として機能しているが、2019年の利用者は329万人程でオーランド国際空港（5061万人）とは大きな差がついている。格安航空会社のアレジアント航空が拠点としている。

## 歴史

### サンフォード海軍航空基地
オーランドサンフォード国際空港は、空港コードNRJおよびKNRJでサンフォード海軍航空基地として誕生し、当初は警戒機の訓練を行なっていた。 1969年に基地が閉鎖されるまで、アメリカ海軍によって使用されていた。

### オーランド・サンフォード国際空港
サンフォード市は1969年に旧サンフォード海軍航空基地の支配権を引き継ぎ、施設をサンフォード空港と改名し、航空局の引退した執行役員である J. S. "Red" Cleveland, USN (Ret.)を最初の空港マネージャーとして雇用した。市は同時にサンフォード空港局を設立し、その後25年間、空港は民間の航空施設であり、民間/軍事航空ショーとディスプレイを定期的に開催した。当初は管制塔が設置されていない飛行場だったが、1970年代初頭に非FAAの管制施設として再稼働し、サンフォード海軍航空基地で勤務していた退役した海軍航空管制官を多数雇用した。
その後、サンフォード地域空港、セントラルフロリダ地域空港、オーランドサンフォード地域空港、現在のオーランドサンフォード国際空港など、名前が何度も変更された。 1980年代から1990年代にかけて、最も古い海軍の建物は取り壊され、1950年代および1960年代に建てられた建物は民間用に改装され、新しい建物と格納庫が建設された。
オセオラ遠隔地訓練場はフロリダ州セミノール郡の管轄に移されたが、飛行場として公式に再利用されることは無かった。 1970年代、旧オセオラ遠隔地訓練場は麻薬密輸機によって積み替え地点として使用されるようになった。地方および連邦の法執行機関による大規模な薬物禁止措置を受けて、セミノール郡は、違法な使用を阻止するために滑走路全体にさまざまな間隔でスピードバンプを配置した。 1980年代までに郡は埋立地とゴミ捨て場としてこの場所を使用し始め、残りの滑走路を破壊した。
1992年、ウェズリー・スナイプス主演のアクション映画「パッセンジャー57」の一部が当時のオーランド・サンフォード地域空港でルイジアナ州の小さな空港として撮影された。撮影後まもなく、新しい管制塔が建設され、FAAが航空管制業務を引き継いだした。これにより、海軍時代の管制塔や付随していた大きな海軍格納庫は取り壊された。
1990年代半ば、ジェット旅客機を収容できる新しい旅客ターミナルが建設された。着陸料を大幅に引き下げたため、以前はオーランド国際空港を使用していたイギリスの観光客層に対応するチャーター航空会社が事業を移転した。
2010年、アレジアント航空が市街地に位置するオーランド国際空港に移転すると発表したが、乗客からの陳情により移転は中止された。
2014年、トーマス・クック航空がエアツアーズとJMCエア＆マイトラベルのチャーター便でサンフォード国際空港に約10年間就航した後、オーランド国際空港へ戻った。
2015年、アイスランド航空がオーランド国際空港に移転した。
2015年3月、モナーク航空が経営破綻のため運航停止した。
2017年から、トムソン航空（現在のTUIエアウェイズ）がイギリスへの9路線を運航を開始した。

## 就航路線
| 航空会社         | 就航地 |
| ---------------- | --- |
| アレジアント航空 | シンシナティ、ハリスバーグ、インディアナポリス、カンザスシティ、ノックスビル、レキシントン、リトルロック、ルイビル、メンフィス、ノーフォーク、オクラホマシティ、オマハ、ピッツバーグ、ポーツマス、リッチモンド、サンアントニオ、シラキュース、タルサ、アップルトン、バンゴー、シーダーラピッズ、チャタヌーガ、ダルース、エルマイラ、ファーゴ、フォートウェイン、グリーンズボロ、ヘイガーズタウン、マッカレン、フェイエットビル、グリーンズボロ、プラッツバーグ、ロアノーク、シカゴ/RFD、シュリーブポート、スーフォールズ、サウスベンド、トレド(US)、ウィルミントン |
| フレア航空       | トロント、オタワ、モントリオール、ハリファックス、ウォータールー |